# 10655 Pietkeyser
10655 Pietkeyser eller 9535 P-L är en asteroid i huvudbältet som upptäcktes den 17 oktober 1960 av den nederländsk-amerikanske astronomen Tom Gehrels och det nederländska astronomparet Ingrid van Houten-Groeneveld och Cornelis Johannes van Houten vid Palomarobservatoriet. Den är uppkallad efter Pieter Dirkszoon Keyser.
Asteroiden har en diameter på ungefär 4 kilometer.